# Rosalie (baïonnette)

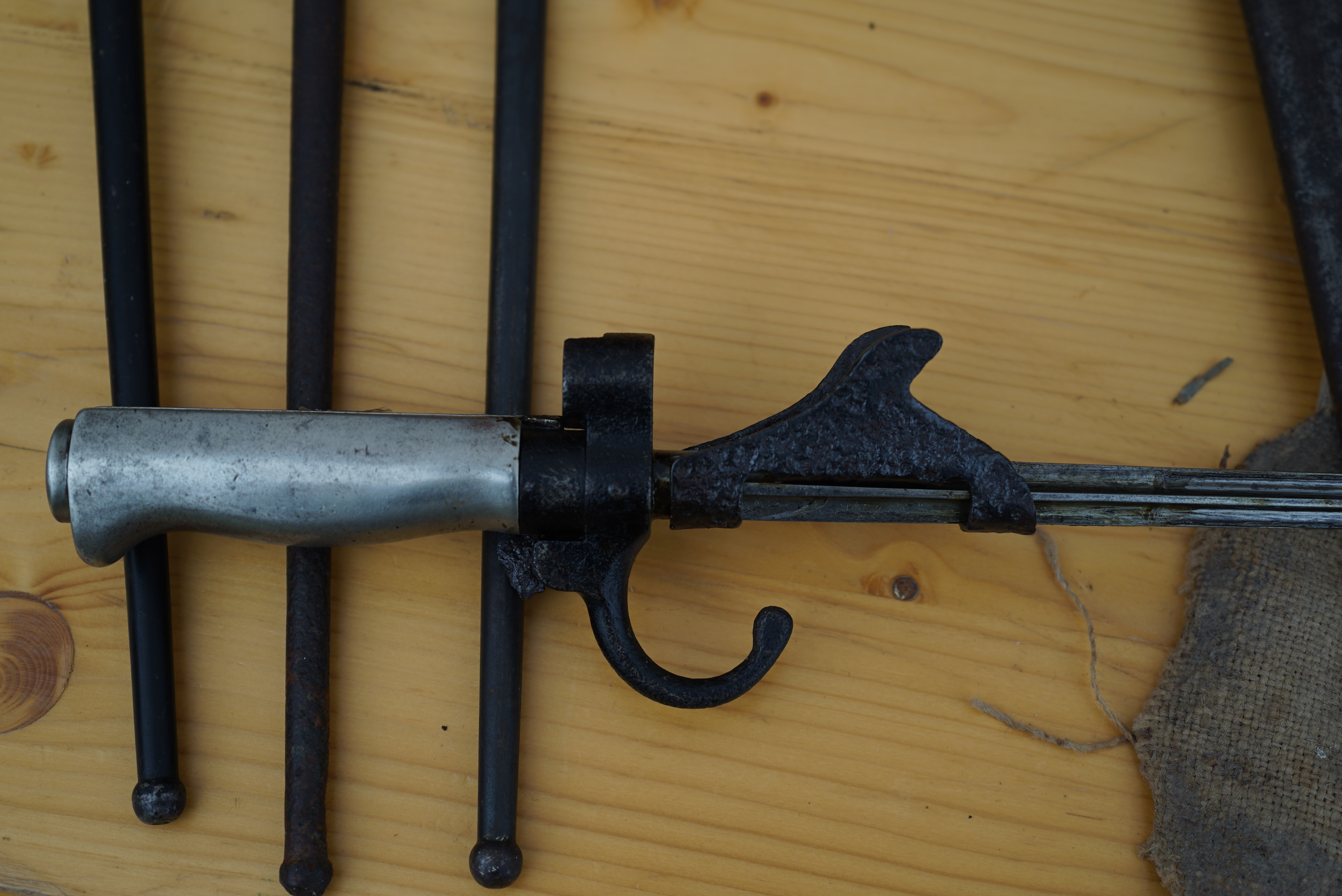
Baïonnette française de la Première Guerre mondiale avec son adaptateur coupe barbelés.

 (octobre 2018).
L'épée-baïonnette modèle 1886 est une arme blanche militaire française. Conçue pour s'adapter au nouveau fusil réglementaire de l'armée française de l'époque, le fusil modèle 1886 dit Lebel, elle équipa tout de même d'autres armes comme par exemple le fusil modèle 1907/15 dit Berthier plus tardivement.

## Conception de l'arme
L'Histoire de cette baïonnette est intimement liée à l'Histoire du fusil réglementaire modèle 1886 dit Lebel. Fusil finalement adopté en mai 1887, l'épée-baïonnette modèle 1886 a été conçue tout spécialement pour lui. Elle possède un gousset de cuir, auquel est fixé le fourreau d'acier. Ensuite, la lame, nommée « soie » est cruciforme et ne coupe pas. La soie est fixée à la poignée, qui peut être de différents métaux. 

## «1ertype» et «2dtype»
Les appellations « 1er type » et « 2d type » proviennent du monde des collectionneurs. Réglementairement, on parle de « soie courte » (pour le 1er type) et de « soie longue » (pour le 2d type). La soie courte se distingue de la soie longue par le bouchon de poignée qui disparait sur la soie longue au profit d'un écrou de poignée.
En effet, sur les modèles à soie courte, la soie est fixée uniquement au manche grâce au rivet de croisière et ne descend pas jusqu'en bas du manche. Or, sur les modèles à soie longue, la soie est fixée via le rivet de croisière ainsi que par l'écrou de poignée qui remplace le bouchon de poignée afin de rendre le tout plus solide.

## Surnoms de l'épée-baïonnette modèle 1886
- Rosalie[1],[2],[3],[4] : surnom aujourd'hui populaire dans le monde des collectionneurs et des historiens mais impopulaire chez les Poilus, il provient à la base d'une chanson de Théodore Botrel[1],[2],[3],[5] qui vante la baïonnette et ses qualités, la rendant l'égale d'une femme pour les soldats.
- Baïonnette Lebel[1],[6] : surnom utilisé dans le monde des collectionneurs, il a été donné à cette arme car elle fut créée (à la base) spécialement pour le fusil Lebel.

## Usage dans la littérature
David Diop fait usage du mot à plusieurs reprises dans son roman Frère d'âme, notamment dans la phrase : « Par la vérité de Dieu, ils en avaient marre de l'entendre crier « Enculés de Boches ! » avec la main de leur copain plantée à la point d'une baïonnette Rosalie secouée dans le ciel de notre tranchée ».
Georges Brassens fait référence à cette appellation dans sa chanson « Les patriotes » : « On rêve de Rosalie, la baïonnette, pas de Ninon. »

## Paroles de la chanson Rosalie

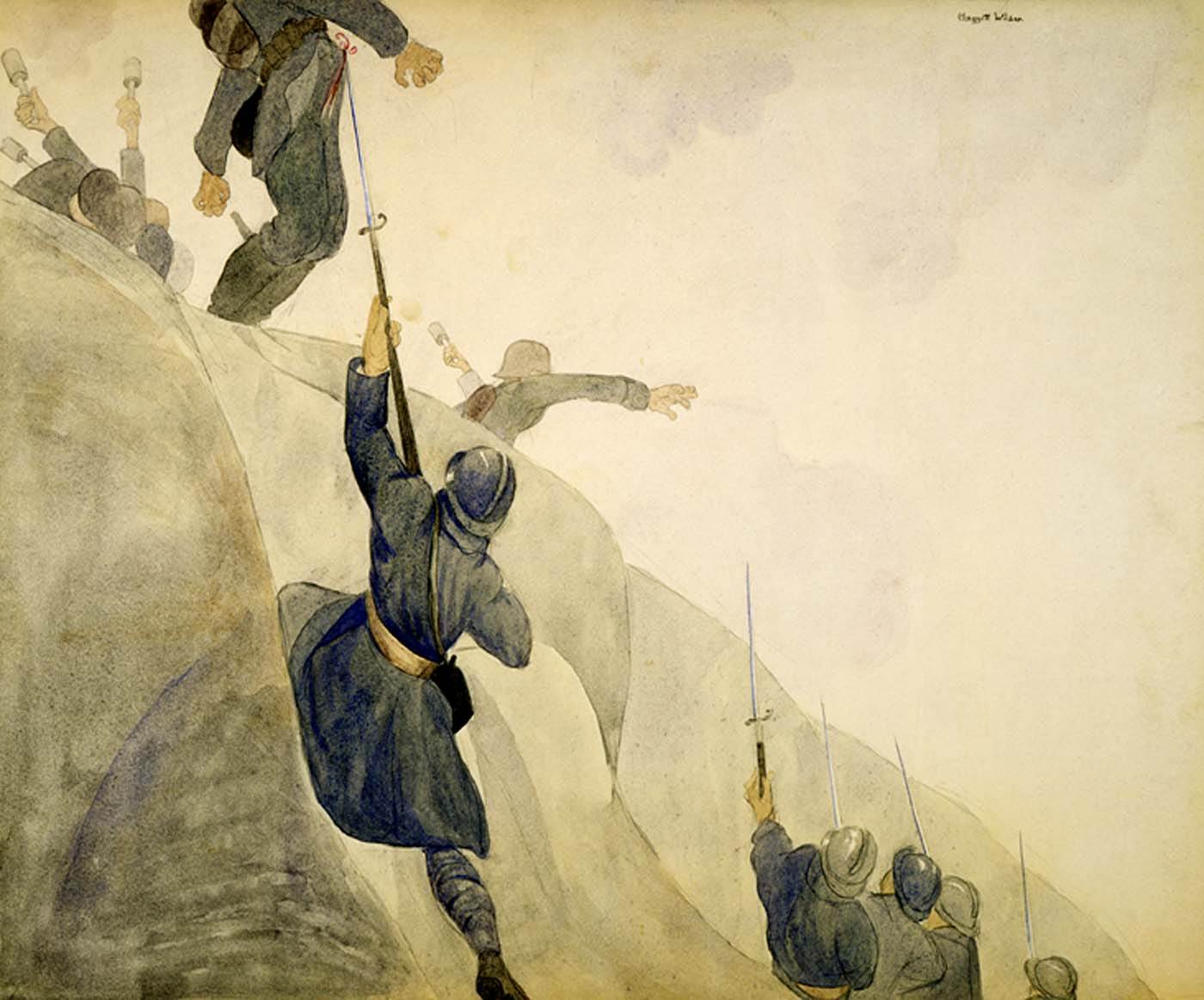
Rosalie, Rosalie! Rosalie is the Nickname for the French Bayonet (« Rosalie, Rosalie ! Rosalie est le surnom de la baïonnette française »).

Rosalie, c'est ton histoire
Que nous chantons à ta gloire
- Verse à boire ! -
Tout en vidant nos bidons
Buvons donc !

Rosalie est si jolie
Que les galants d' Rosalie
- Verse à boire ! -
Sont au moins deux, trois millions
Buvons donc !
Rosalie est élégante
Sa robe-fourreau collante
- Verse à boire ! -
La revêt jusqu'au quillon
Buvons donc !

Mais elle est irrésistible
Quand elle surgit, terrible,
- Verse à boire ! -
Toute nue : baïonnette... on !
Buvons donc !

Sous le ciel léger de France
Du bon soleil d'Espérance
- Verse à boire ! -
On dirait le gai rayon
Buvons donc !

Elle adore entrer en danse
Quand, pour donner la cadence
- Verse à boire ! -
A préludé le canon
Buvons donc !

La polka dont elle se charge
S'exécute au pas de charge
- Verse à boire ! -
Avec tambours et clairons
Buvons donc !

Au mitan de la bataille
Elle perce et pique et taille
- Verse à boire ! -
Pare en tête et pointe à fond
Buvons donc !

Et faut voir la débandade
Des mecs de Lembourg et d' Bade
- Verse à boire ! -
Des Bavarois, des Saxons
Buvons donc !

Rosalie les cloue en plaine
Ils l'ont eue, déjà, dans l'aine
- Verse à boire ! -
Dans l' rein, bientôt, ils l'auront
Buvons donc !

Toute blanche, elle est partie
Mais, à la fin d' la partie,
- Verse à boire ! -
Elle est couleur vermillon
Buvons donc !

Si vermeille et si rosée
Que nous l'avons baptisée
- Verse à boire ! -
«Rosalie», à l'unisson
Buvons donc !

«Rosalie», sœur glorieuse
De Durandal et Joyeuse,
- Verse à boire ! -
Soutiens notre bon renom
Buvons donc !

Sois sans peur et sans reproches
Et, du sang impur des Boches,
- Verse à boire ! -
Abreuve encor nos sillons !
Buvons donc !

Nous avons soif de vengeance
Rosalie ! verse à la France,
- Verse à boire ! -
De la Gloire à pleins bidons !
Buvons donc !